# アスタリスク
アスタリスク またはアステリスク（英: asterisk）は、約物のひとつで、中心点から放射状に伸びる数本の線分で構成される記号である（右図参照）。
英語の asterisk は後期ラテン語を介して古代ギリシア語の「小さな星」を意味する言葉に由来している。
日本語において、星号、星印、星、アスタとも呼ばれる。

## 形状

5本線のアスタリスク

註釈などいくつかの用途では上に寄せた形で書かれるため、印刷活字やコンピュータのフォントでは最初から上に寄せてデザインされていることも多いが、中央に書かれることもある。Unicode では高い位置に書かない「⁎ U+204E LOW ASTERISK」が用意されている。
中心点から伸びる線分の本数はフォントによって異なる。多くの場合、中心点から伸びる5本または6本の線分で表される。「×」（掛ける、クロス）に縦線を重ねた形がよく知られているが、「×」に横線を重ねた形（すなわちスターマークと同じ形）で書かれることもある。

## 名称
ギリシャ語からラテン語に入った語で、「星 (aster、アステル)」の指小形（小さな星）に由来する。
日本国語大辞典、広辞苑をはじめ、一般的な国語辞書では、英語風の「アスタリスク」ではなくラテン語風の「アステリスク」で立項されている。
日本産業規格 JIS X 0213 における名称は、「星印」または「アステリスク」となっている。

#### 任意の要素を示す記号

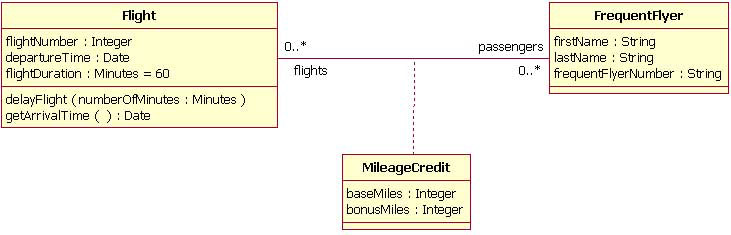
UMLの多重度「0..*」

## 用途